# Georg Feydt
Georg Paul Julius Feydt (* 30. Dezember 1907; † 16. April 1972) war ein deutscher Ingenieur. Er fungierte als langjähriger Leiter der Bundesschule des Technischen Hilfswerks in Marienthal und Leiter der Bundesschule des Katastrophenschutzes in Ahrweiler.
Im Zweiten Weltkrieg war er Einsatzleiter des Sicherheits- und Hilfsdienstes (Luftschutz) in den Bombennächten in Dresden im Februar 1945.